# 2 Tone
2 tone (eller Two Tone) är en musikgenre som skapades i mellersta England i slutet av 1970-talet genom att förena element från jamaicansk ska, rocksteady och reggae med punk, rock och new wave. Genren har fått sitt namn då de flesta grupperna inom genren vid någon tidpunkt var knutna till skivbolaget 2 Tone Records. Andra skivbolag relaterade till genren var Stiff Records och Go Feet Records. Kända band var Madness, The Specials, The Selecter, The Beat, Bad Manners och The Bodysnatchers. 

## Man In Black And White
Begreppet 2 Tone myntades av The Specials keyboardist Jerry Dammers, som - med hjälp av Horace Panter och den grafiske designern John "Teflon" Sims - skapade den svartvita ikoniska Walt Jabsco-logotypen: En man i svart kostym, vit skjorta, svart slips, pork pie-hatt, vita strumpor och svarta loafers. Denna logotyp – som finns i flera varianter och som ofta inkluderar ett extra svart-vitt rutmönster (som en rallyflagga) – har blivit det främsta "ansiktet utåt" för 2 Tone-genren. Logotypen baserades på en bild som fanns på en tidig skiva med den legendariske roots reggae-artisten Peter Tosh.
Ska Revival
Även beteckningen "ska revival" (eng, ungefär "ska-musikens återupplivande") används om denna musikgenre omfattande tuff och politiskt eller sexuellt laddad ska och rocksteady med inspelningsförhållanden och -teknik som 60-talets jamaicaner aldrig hade tillgång till. Den kom även i en andra våg omkring 1991-93, då med många band från USA, Kanada, Mexico och Brasilien och med en i många fall vildare och snabbare ska. Samtidigt gjorde några av banden från 1979-81 comeback i reviderad form. Några, som Bad Manners, hade aldrig slutat spela och ge ut album. Många talar även om en tredje våg efter millennieskiftet, då med många nya band från Östeuropa, särskilt Polen, efter kommunismens fall. Hur som helst är musiken idag en smal, men etablerad, musikgenre, som fått Internetbaserade radiokanaler, vilka helt eller delvis ägnar sig åt att spela såväl 1960-tals ska och rocksteady som 2 tone eller "ska revival" av senare datum.
Sverige
I Sverige var T-shirts ett av de band som hakade på ska revival-trenden 1979-81, medan gruppen Girlsmen får anses tillhöra den andra vågen.

## En tvåårig trend
Sångtexterna innehöll många inlånade ord och begrepp från jamaicansk engelska, särskilt från ska-eran 1963-66, rocksteady-åren 1966-68 och den tidiga reggae som spelades 1968-1972: "rude boy", "rude girl", "skinheads", "rudie", "monkey man", "rough rider", "whine n' grine", "selecta", "jerk" m.m. Banden skulle helst vara blandade med både svarta och vita musiker, och musikens "huvudstad" var till en början Coventry i mellersta England. I november 1979 gick The Specials första album Specials in på en fjärdeplats på englandslistan. The Specials nådde ända upp till förstaplatsen i England med singlarna "Too Much Too Young" (mars 1980) och "Ghost Town" (september 1981). I maj 1980 fick The Beat en hit med låten "Mirror In The Bathroom" De två första albumen som The Beat producerade (Just Can't Stop It, mars 1981 och Whap'pen, september 1981) tog sig till tredjeplatser. Några välkända skapelser är Selecters "On My Radio", (Neol Davies, text och Pauline Black, sång) – en låt som nådde en åttondeplacering på englandslistan i november 1979 – och "Two Much Pressure" som gick direkt in på en femteplats 23 februari 1980. Madness båda ska-låtar "My Girl" och "Baggy Trousers" nådde tredjeplatser i januari 1980 respektive september 1981 – sedan började Madness ägna sig åt annan musik. Bad Manners "Special Brew" nådde en tredjeplats i december 1980, och deras ska-version av "Can Can" nådde lika högt i september året därpå.
Efter ungefär två år av framgångar försvann 2 tone-musiken från hitlistorna 1982.

### Free Nelson Mandela
En omstrukturerad grupp kallad The Special Aka släppte 1984 låten "(Free) Nelson Mandela", skriven av Jerry Dammers (f.d. Specials) och med Stan Campbell som ledsångare. I kören fanns sångare från de då avvecklade 2 Tone-banden The Beat (Rankin Roger, Dave Wakeling), The Body Snatchers(Rhoda Dakar) och The Specials (Lynval Golding). Dessutom fanns Elvis Costello, Caron Wheeler, Naomi Thompson och Claudia Fontaine i kören, Jerry Dammers (The Specials) på orgel, John Bradbury (The Specials) på trummor, Gary McManus på bas och John Shipley på gitarr med som musiker. Denna låt, som det senare gjordes otaliga covers på, uppmärksammade världen på Nelson Mandelas situation 1984, då den sedan 1962 fängslade ANC-aktivisten inte var världskänd som han skulle komma att bli.